# Hauconcourt
Hauconcourt é uma comuna francesa na região administrativa de Grande Leste, no departamento de Mosela. Estende-se por uma área de 7,9 km². Em 2010 a comuna tinha 619 habitantes (densidade: 78,4 hab./km²).